# محصول شب
محصول شب (به انگلیسی: Yield to the Night) فیلمی بریتانیایی در سبک درام و جنایی محصول سال ۱۹۵۶ به کارگردانی جی. لی تامپسون و با بازی دایانا دورس است. این فیلم بر اساس رمانی به همین عنوان چاپ‌شده در سال ۱۹۵۴ اثر جوآن هنری ساخته شده‌است. این فیلم در جشنواره کن سال ۱۹۵۶ نامزد دریافت نخل طلا شد.